# Отроки
Óтроки – одна з категорій класу феодалів Київської Русі в 10-11 ст. Отроками називали молодших дружинників князів і великих феодалів, які брали участь у походах і збиранні данини. Отроки відали також князівським господарством і були в особистому прислужуванні в князя. За Розширеною Руською Правдою (12 ст.), отроки – особи нижчої князівської адміністрації, що чинили суд, збирали данину й податки.
Отроки були князівські, боярські та посадницькі.